# Habiba Mohamed
Habiba Mohamed Ahmed Alymohmed (* 29. Mai 1999 in Alexandria) ist eine ehemalige ägyptische Squashspielerin.

## Karriere
Habiba Mohamed wurde 2014 in Windhoek nach einem Viersatzsieg gegen Nouran Gohar Junioren-Weltmeister. Im Jahr darauf erreichte sie erneut das Finale, wiederum gegen Gohar. Dieses Mal unterlag sie Gohar mit 1:3. Bereits ab 2012 war sie auf der PSA World Tour aktiv und gewann vier Titel, ihren größten 2014 in ihrer Geburtsstadt Alexandria. Ihre erste Weltmeisterschaft bestritt sie im Alter von 14 Jahren im Jahr 2013, nachdem sie erfolgreich die Qualifikation gemeistert hatte. Ihre beste Platzierung in der Weltrangliste erreichte sie mit Rang 18 im Juni 2015. 
Zum Studienjahr 2017/18 begann sie ein Studium der Wirtschaftswissenschaften an der Columbia University, für die sie auch im College Squash aktiv war. 2022 gab sie ihr Karriereende bekannt.

## Erfolge
- Gewonnene PSA-Titel: 4